# Kermit Oliver
Pour les articles homonymes, voir Oliver.
Kermit Oliver (né le 14 août 1943 à Refugio  au Texas) est un peintre américain. C'est le premier artiste américain à avoir créé des dessins pour Hermès. Son travail reflète son héritage texan et ses intérêts pour la mythologie, la religion et l'histoire.

## Biographie
Oliver naît à Refugio au Texas, où son père travaille comme cow-boy dans un ranch de bétail. Il révèle très jeune un talent pour dessiner le bétail, les chevaux, la flore et la faune du sud du Texas. Il s'inscrit en 1960 à la Texas Southern University de Houston, où il est l'élève de l'artiste John T. Biggers (en). Il épouse une étudiante en art, Katie Washington, en 1962. En 1968, Oliver enseigne l'art à la Texas Southern University, et à l'Art League de Houston, mais il abandonne rapidement l'enseignement.
Il travaille alors à la fois comme artiste et comme trieur de courrier à plein temps pour l'United States Postal Service, d'abord à Houston, puis pendant trente ans, après avoir déménagé, à Waco au Texas, en 1984. Il pense qu'un revenu stable est le meilleur moyen de subvenir aux besoins de sa famille. Il prend sa retraite du service postal en 2013 et continue à travailler comme artiste. Selon la journaliste Anne Lamotte : « il devient le premier artiste noir à exposer dans une grande galerie de Houston, et le premier Américain à dessiner des carrés Hermès, tout en restant postier.»

## Œuvre
Il expose pour la première fois en 1970 à la Courtney Gallery de Houston, et à la galerie DuBose l'année suivante. Il a été le premier artiste afro-américain à Houston à être représenté par une importante galerie commerciale. Son travail est exposé dans de nombreuses expositions et est inclus dans un certain nombre de collections du musée. En 2005, le Houston Museum of Fine Arts organise une exposition rétrospective de l'œuvre d'Oliver intitulée « Notes from a Child's Odyssey: the art of Kermit Oliver », qui comprend une sélection de plus de 90 œuvres créées en quatre décennies.
Oliver est également connu pour son travail pour la société Hermès. Oliver a créé 17 motifs pour Hermès en trente-deux ans. Il est le seul artiste américain à avoir créé des dessins pour Hermès.
Oliver combine « des éléments contemporains et classiques, dans un style qu'il appelle le réalisme symbolique ». Ses peintures créent « des mondes étranges et luxuriants, peuplés de personnes et d'animaux réalistes, mais placés en juxtaposition surréaliste ».

## Récompenses
Oliver a été nommé « artiste de l'État du Texas » par la Texas Commission on the Arts. Sa peinture, « Tobias », a été incluse dans l'exposition inaugurale de 2016 au Smithsonian's National Museum of African American History and Culture à Washington.
En 2013, Oliver a reçu le premier Lifetime Achievement Award de l'Art League Houston.